# La Utrera
La Utrera es una  población del municipio de Valdesamario, en la provincia de León, en el límite meridional de la comarca de Omaña. Las poblaciones más cercanas son Paladín y Valdesamario. Desde León se llega al pueblo tomando la carretera de Santa María a Valdesamario desde la CL-623 y continuando por la LE-451 y CV-128-22.
La población está situada a orillas del río Omaña, en la región donde el valle empieza a abrirse hacia la confluencia con el río Luna y la tierra del Órbigo.